# کلماتیس ویرجینیایی
کلماتیس ویرجینیایی (نام علمی: Clematis virginiana) نام یک گونه از سرده کلماتیس است.